# Пермский, Михаил
Михаил Пермский (1741—1770, Петербург) — русский писатель и переводчик. Автор первого русского учебника английского языка.

## Биография
Происходил из духовенства. Обучался в Александро-Невской семинарии, в 1758 году отправлен в Лондон, где служил причетником посольской церкви. В Лондоне изучал английский язык. В 1760 году вернулся в Россию. Продолжил образование в Московском университете, там же преподавал английский язык. После окончания университета в 1765 году служил преподавателем английского языка в Морском кадетском корпусе. С 1769 года на службе в Банковской променной конторе.

## Творчество
В мае 1763 года в журнале «Свободные часы» было опубликовано первое произведение Пермского «Елегия» в жанре пародии, затем переводы из английских журналов «Спектейтор» (The Spectator) и «The Tatler». В журнале «Доброе намерение» (1764) публиковались переводы из «Зрителя» и «Всеобщего журнала» (Universal Magazine). Публиковались также его переводы с латинского языка.
Во время работы в Морском кадетском корпусе Пермским издана «Практическая английская грамматика» (1766) — первый русский учебник английского языка. Тогда же он перевёл испанский плутовской роман «Жизнь и похождения славного премудрого ишпанца Лазариллы де Тормо».